# العلاقات الألمانية الدومينيكانية
العلاقات الألمانية الدومينيكانية هي العلاقات الثنائية التي تجمع بين ألمانيا وجمهورية الدومينيكان.

## مقارنة بين البلدين
هذه مقارنة عامة ومرجعية للدولتين:
| وجه المقارنة                                              | ألمانيا                                                                              | جمهورية الدومينيكان |
| --------------------------------------------------------- | ------------------------------------------------------------------------------------ | ------------------- |
| المساحة (كم2)                                             | 357.41 ألف                                                                           | 48.67 ألف           |
| عدد السكان (نسمة)                                         | 81.29 مليون                                                                          | 10.40 مليون         |
| الكثافة السكانية (ن./كم²)                                 | 227.44                                                                               | 213.68              |
| العاصمة                                                   | بون، برلين                                                                           | سانتو دومينغو       |
| اللغة الرسمية                                             | اللغة الألمانية                                                                      | اللغة الإسبانية     |
| العملة                                                    | يورو، مارك ألماني                                                                    | بيزو دومنيكاني      |
| الناتج المحلي الإجمالي (بليون دولار)                      | 3.68 تريليون                                                                         | 75.93 مليار         |
| الناتج المحلي الإجمالي (تعادل القوة الشرائية) بليون دولار | 3.92 تريليون                                                                         | 149.89 مليار        |
| الناتج المحلي الإجمالي الاسمي للفرد دولار أمريكي          | 41.31 ألف                                                                            | 6.47 ألف            |
| الناتج المحلي الإجمالي للفرد دولار أمريكي                 | 46.40 ألف                                                                            | 13.26 ألف           |
| مؤشر التنمية البشرية                                      | 0.926                                                                                | 0.715               |
| رمز المكالمات الدولي                                      | +49                                                                                  | +1809، +1829، +1849 |
| رمز الإنترنت                                              | .de                                                                                  | .do                 |
| المنطقة الزمنية                                           | توقيت وسط أوروبا، ت ع م+01:00، ت ع م+02:00، توقيت أوروبا الوسطى المعياري (ت غ م +1) ‏ | 00                  |

## منظمات دولية مشتركة
يشترك البلدان في عضوية مجموعة من المنظمات الدولية، منها:
| علم المنظمة | اسم المنظمة                        | تاريخ انضمام ألمانيا | تاريخ انضمام جمهورية الدومينيكان |
| ----------- | ---------------------------------- | -------------------- | -------------------------------- |
|             | مؤسسة التمويل الدولية              | 20 يوليو 1956        | 31 أكتوبر 1961                   |
|             | منظمة حظر الأسلحة الكيميائية       | 29 أبريل 1997        | ?                                |
|             | يونسكو                             | 11 يوليو 1951        | 4 نوفمبر 1946                    |
|             | الأمم المتحدة                      | 18 سبتمبر 1973       | 24 أكتوبر 1945                   |
|             | منظمة الشرطة الجنائية الدولية      | ?                    | ?                                |
|             | البنك الدولي للإنشاء والتعمير      | 14 أغسطس 1952        | 18 سبتمبر 1961                   |
|             | الاتحاد البريدي العالمي            | 1 يوليو 1875         | ?                                |
|             | مؤسسة التنمية الدولية              | 24 سبتمبر 1960       | 16 نوفمبر 1962                   |
|             | منظمة التجارة العالمية             | ?                    | ?                                |
|             | المنظمة الهيدروغرافية الدولية      | ?                    | ?                                |
|             | وكالة ضمان الاستثمار متعدد الأطراف | 12 أبريل 1988        | 7 مارس 1997                      |

## وصلات خارجية
- موقع وزارة الخارجية الألمانية